# Tour du Cameroun
Le Tour du Cameroun est une compétition cycliste par étapes organisée au Cameroun. L'épreuve est classée 2.2 sur l'UCI Africa Tour depuis 2005. Un Tour du Cameroun avait été organisé en 1965, la victoire était revenue au local Joseph Kono.
Annulée la veille du départ pour des raisons financières au mois de mars, l'édition 2018 est finalement reportée au mois de mai.

## Palmarès
| Année | Vainqueur               | Deuxième            | Troisième           |
| ----- | ----------------------- | ------------------- | ------------------- |
| 2003  | Ivan Terenine           | À déterminer        | À déterminer        |
| 2004  | Martinien Tega          | Andrei Minachkine   | Etienne Labrouche   |
| 2005  | Davide Silvestri        | Christian Eminger   | Emmanuel Genesseaux |
| 2006  | Pavel Nevdakh           | Bakhtyar Mamyrov    | Ahmed Rashad        |
| 2007  | Flavien Chipault        | Frédéric Geminiani  | Isham Fadel         |
| 2008  | Joseph Sanda            | Martinien Tega      | Damien Teku         |
| 2009  | David Clarke            | Milan Barényi       | Damien Teku         |
| 2010  | Milan Barényi           | Vincent Graczyk     | Martinien Tega      |
| 2011  | Oumarou Minougou        | Martinien Tega      | Rasmané Ouédraogo   |
| 2012  | Yves Ngue Ngock         | Vincent Graczyk     | Issiaka Fofana      |
| 2013  | Non organisé            | Non organisé        | Non organisé        |
| 2014  | Dan Craven              | Benjamin Stauder    | Patrick Kos         |
| 2015  | Clovis Kamzong          | Rasmané Ouédraogo   | Emile Bintunimana   |
| 2016  | Mohamed Er Rafai        | Alexis Carlier      | Camera Hakuzimana   |
| 2017  | Nikodemus Holler        | Salaheddine Mraouni | Adne van Engelen    |
| 2018  | Bonaventure Uwizeyimana | Martin Haring       | Martin Mahďar       |
| 2019  | Radoslav Konstantinov   | Issiaka Cissé       | Patrick Byukusenge  |
| 2020  | annulé                  | annulé              | annulé              |
| 2021  | Clovis Kamzong          | Yordan Andreev      | Nikolay Genov       |
| 2022  | Moïse Mugisha           | Yordan Andreev      | Artuce Tella        |
| 2023  | Mohcine El Kouraji      | Adil El Arbaoui     | Etienne Tuyizere    |
| 2024  | Clovis Kamzong          | Abdellah Ben Youcef | Ayoub Sahiri        |
| 2025  | Islam Mansouri          | Moucaïla Rawendé    | Campo Schmitz       |

## Victoires par pays
| Victoires | Pays |
| --------- | --- |
| 6         | Cameroun |
| 2         | Maroc |
| 1         | Algérie, Burkina Faso, France, Grande-Bretagne, Italie, Kazakhstan, Namibie, Slovaquie, Allemagne, Bulgarie, Rwanda |